# Aigas Caudas
Aigas Caudas (Aigas Caudas en occità; Eaux-Chaudes en francès) és un poble i una estació termal del departament dels Pirineus Atlàntics, a la regió de Nova Aquitània. La localitat està agregada a la comuna de Laruntz. Té una vintena d'habitants fixes, xifra que canvia segons l'època de l'any.
Aigas Caudas es troba a una altitud de 675 metres. Està situat a la riba dreta de la Gave d'Aussau, a uns 5 km aigües amunt de Laruntz, a l'entrada de la gorja del Horat. Aigas Caudas està separat de la ciutat balneària d'Aigas Bonas pel massís Gourzy.
L'estació termal era freqüentada per la casa d'Aldret i Montaigne al segle xvi. El poble va acollir el servei duaner francès fins que es va obrir la frontera amb Espanya. Les seves aigües es van utilitzar durant el segle xix per al tractament de malalties relacionades amb la fertilitat, les afectacions reumàtiques i els problemes en les vies respiratòries dels infants. Les fonts consisiteixen en set brolladors sulfurosos, sòdics, càlcics i silicatats, que treuen aigua a entre 10 i 36 °C. Les aigües són riques en glairina i baregina.
L'església de la Trinitat acull un retaule del segle xvi.